# Motu proprio
Proprio motu (в переводе с лат. — «по собственной инициативе») — особый папский рескрипт. Эта формула употреблялась в практике папских сношений с иностранными державами, когда папа римский не отвечал на сделанное ему предложение, но решал дело как бы совсем заново — так, будто до тех пор никаких проектов и предложений по данному вопросу никто ему не представлял.
Первый proprio motu был выпущен папой римским Иннокентием VIII в 1484.

## Примеры Motu proprio
- «Pontificalis Domus» — апостольское послание[англ.] Павла VI о реорганизации Папского дома;
- «Ingravescentem Aetatem» — апостольское послание Павла VI о том, что кардиналы, достигшие 80 лет, теряют право на участие в Конклаве и перестают быть кардиналами-выборщиками;
- «Summorum Pontificum» — апостольское послание Бенедикта XVI о применении в богослужении современной римско-католической церкви тридентской («традиционной») литургии.